# Юлиан, Джулиус
Джу́лиус Ю́лиан (англ. и швед. Julius Hjulian, 15 марта 1903, Фодд, Швеция — февраль 1974, Пало-Хайтс, Чикаго, США) — американский футболист, вратарь, участник чемпионата мира 1934 года в составе сборной США.
Джулиус родился в Швеции, там же начал играть в футбол. В 1921 году стал чемпионом страны в составе клуба «ИФК Эскильстуна». В 1922 году он вместе с братом переехал в США и осел в Чикаго. Там он играл за «Пульман Карс» и «Харви». Затем вернулся в Европу и в сезоне 1925/26 был в составе шотландского «Селтика», однако на поле не выходил. После возвращения в Чикаго он играл за клубы «Спарта» и «Чикаго Уондерболтс». В 1934 году Джулиус стал основным голкипером сборной США и поехал с ней на чемпионат мира. Свой первый матч за сборную Джулиус провёл в отборочном турнире против мексиканцев (победа досталась сборной США — 4:2), а затем отыграл матч против хозяев турнира, сборной Италии, уже непосредственно на чемпионате. После сокрушительного разгрома (1:7) американская команда вынуждена была отправиться домой. Больше Юлиан за сборную не выступал.
| Матчи и пропущенные голы Джулиуса Юлиана за сборную США | Матчи и пропущенные голы Джулиуса Юлиана за сборную США | Матчи и пропущенные голы Джулиуса Юлиана за сборную США | Матчи и пропущенные голы Джулиуса Юлиана за сборную США | Матчи и пропущенные голы Джулиуса Юлиана за сборную США | Матчи и пропущенные голы Джулиуса Юлиана за сборную США | Матчи и пропущенные голы Джулиуса Юлиана за сборную США |
| ------------------------------------------------------- | ------------------------------------------------------- | ------------------------------------------------------- | ------------------------------------------------------- | ------------------------------------------------------- | ------------------------------------------------------- | ------------------------------------------------------- |
| №                                                       | Дата                                                    | Место проведения                                        | Соперник                                                | Счёт                                                    | Голы                                                    | Турнир                                                  |
| 1                                                       | 24 мая 1934                                             | Рим, Италия                                             | Мексика                                                 | 4:2                                                     | 2                                                       | Отборочный матч к ЧМ 1934                               |
| 2                                                       | 27 мая 1934                                             | Рим, Италия                                             | Италия                                                  | 1:7                                                     | 7                                                       | Чемпионат мира 1934                                     |

Итого: 2 матча / 9 пропущенных голов; 1 победа, 0 ничьих, 1 поражение.